# Münzfernsprecher

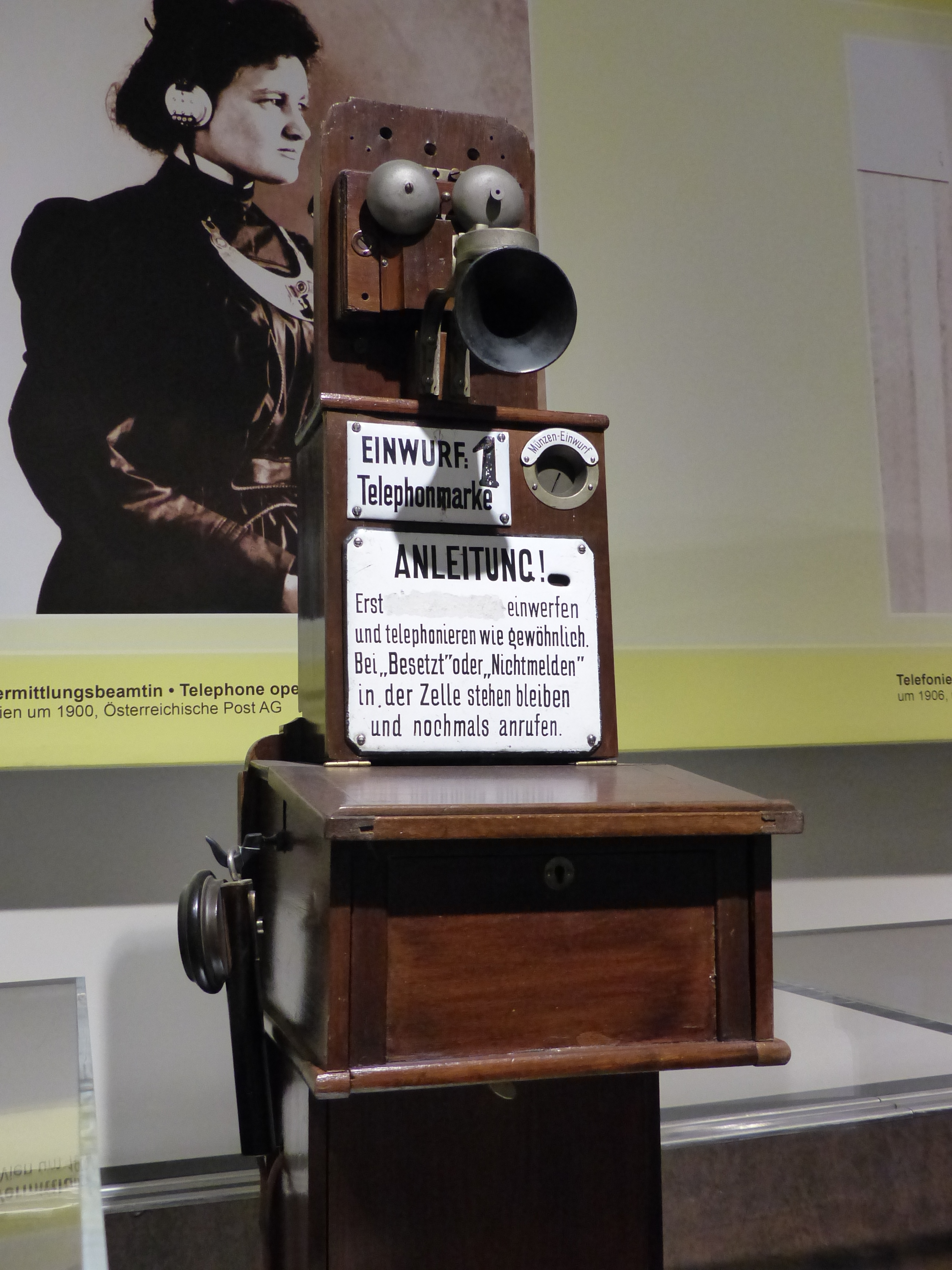
Münztelefon in Wien 1903, Technisches Museum Wien

Ein Münzfernsprecher (Abkürzung der Deutschen Bundespost: MünzFw) – auch Münztelefon oder kurz Münzer –, in der Schweiz Kassierstation genannt, ist ein Telefonapparat, der in Post- und Telegrafenämtern, auf öffentlich zugänglichen verkehrsreichen Plätzen oder an Gebäuden angebracht ist. Nach Einwurf von Münzgeld ermöglicht er, eine Telefonverbindung herzustellen. 

## Allgemeines
In Deutschland sind zwei unterschiedliche Arten von Münzern gebräuchlich:
- Der öffentliche Münzfernsprecher ist der Öffentlichkeit zugänglich, an Straßen und Plätzen aufgestellt sowie in höherer Dichte an Verkehrsknotenpunkten wie Bahnhöfen und Flugplätzen, siehe Telefonzelle (Deutschland).
- Der private Münzfernsprecher (im Telekom-Jargon Teilnehmer-Münztelefon). Private Münzfernsprecher gibt es zum Beispiel in Gaststätten, Betrieben, Hotels und Vereinsheimen. Die Geräte können gemietet oder käuflich erworben werden. Das Gerät wird an eine Telefonleitung angeschlossen, für die der Betreiber des Gerätes Anschluss- und Verbindungsgebühren zu entrichten hat. Die Münzeinnahmen stehen dem Betreiber zu, siehe Clubtelefon.

Notrufnummern (110, 112) und freeCall-Rufnummern (0800) können bei allen öffentlichen Münzfernsprechern auch ohne Münzeinwurf erreicht werden.
Telefonate über Call-by-Call-Vorwahlen anderer Anbieter sind im Regelfall nicht möglich.
Münzfernsprecher sind überwiegend in Telefonhäuschen (TelH) oder Telefonhauben (TelHb) eingebaut. Außerdem können Münzfernsprecher an so genannten Medienträgersystemen (MTS) oder mit Hilfe eines Wandbefestigungsrahmens beziehungsweise einer Adapterplatte an eine Wand montiert werden.
Einige Geräte gibt es als Tischmodell oder kombiniertes Tisch-/Wandmodell. Der historische Teilnehmer-Münzfernsprecher 55b (Tln Mü 55b) ist ein Beispiel für ein Tischmodell. Er befand sich überwiegend in Gaststätten, Hotels und ähnlichen Einrichtungen, teils auf dem Tresen oder auch in Fernsprechkabinen und wurde umgangssprachlich auch als Groschengrab bezeichnet.
Öffentliche Münzfernsprecher gibt es nur als Wandgeräte.
Die Entwicklung ging vom mechanischen über den elektromechanischen, teilelektronischen bis zum heutigen elektronischen Münzfernsprecher.
Über einen Zeitraum von mehr als 35 Jahren (ungefähr 1928 bis 1965) wurde der Münzfernsprecher 28 eingesetzt. Er war sowohl für selbstgewählte Ortsgespräche als auch für handvermittelte Ferngespräche verwendbar. In vier verschiedene Einwurfschlitze konnten 1-DM-, 50-Pf-, 10-Pf- und 5-Pf-Münzen eingeworfen werden. Bei einem Ortsgespräch, das zeitunabhängig 20 Pf kostete, konnte nach Einwurf von zwei 10-Pf-Münzen die Rufnummer des Teilnehmers im gleichen Ortsnetz gewählt werden. Bei einem Ferngespräch wurde zuerst das Fernamt angerufen. Die vermittelnde Person nahm den Verbindungswunsch auf, fragte, wie lange das Gespräch mindestens dauern wird, und nannte die Kosten des Gesprächs (z. B. 95 Pf für ein 3-Minuten-Gespräch über eine Entfernung von 60 km).
Der Anrufende wurde gefragt, in welcher Stückelung und Reihenfolge er die Münzen einwerfen wird. Am Ende des jeweiligen Münzkanals trafen die Münzen auf Klangstäbe. Die vermittelnde Person konnte somit hören, welche Münzen in welcher Anzahl eingeworfen wurden. In der Zwischenzeit hatte sie die Verbindung mit Verbindungsschnüren aufgebaut (unter Umständen waren je nach Entfernung weitere Personen daran beteiligt). Der Anrufer wurde aufgefordert, den Zahlknopf zu drücken, wonach die Münzen kassiert wurden. Die Verbindung wurde dann durchgeschaltet. Gegen Ende des Gespräches wurde der Anrufer gefragt, ob er das Gespräch fortführen will. Gegebenenfalls wurde er aufgefordert, weitere Münzen einzuwerfen.

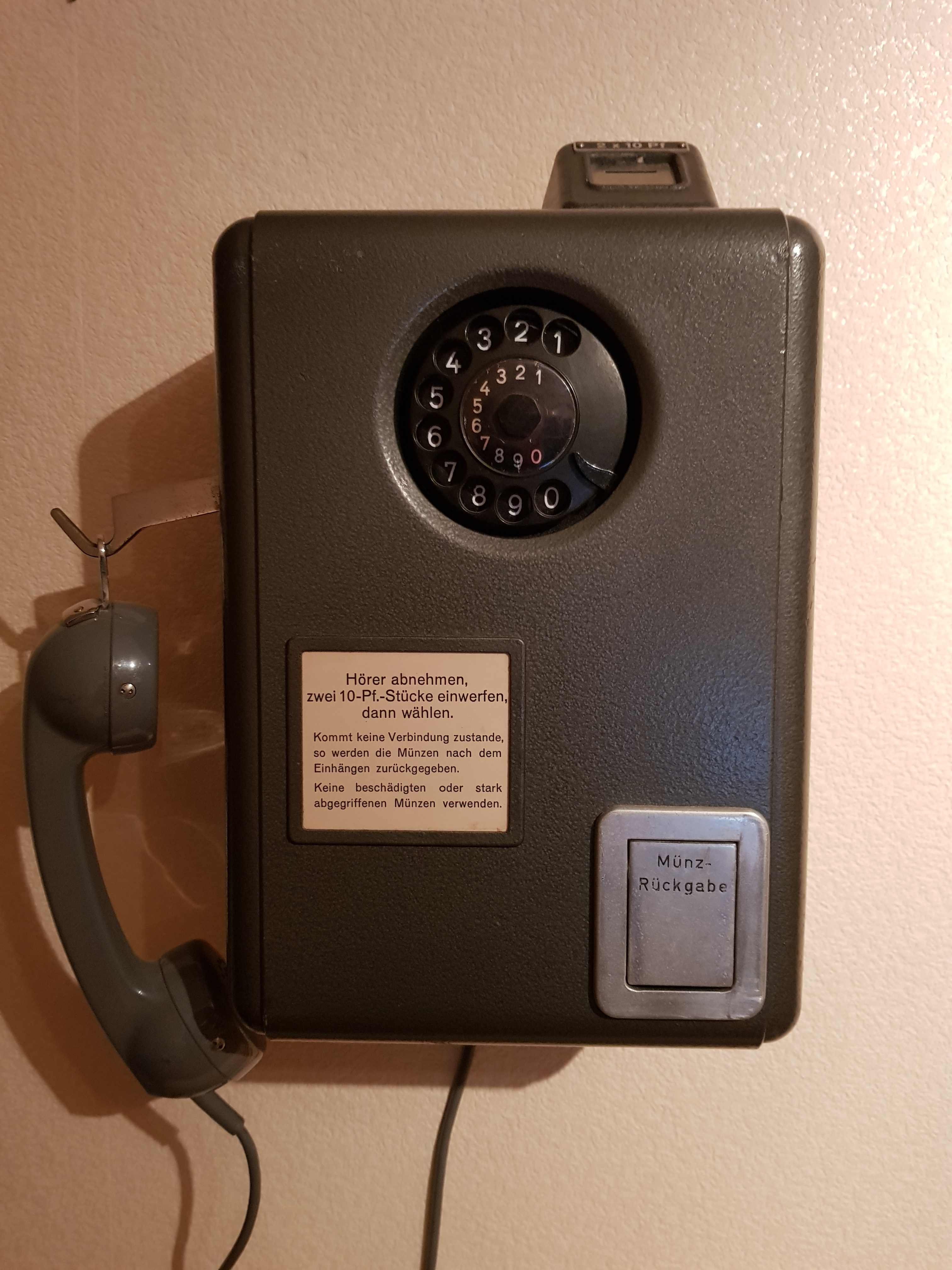
Ortsmünzfernsprecher 50, ab ca. 1950

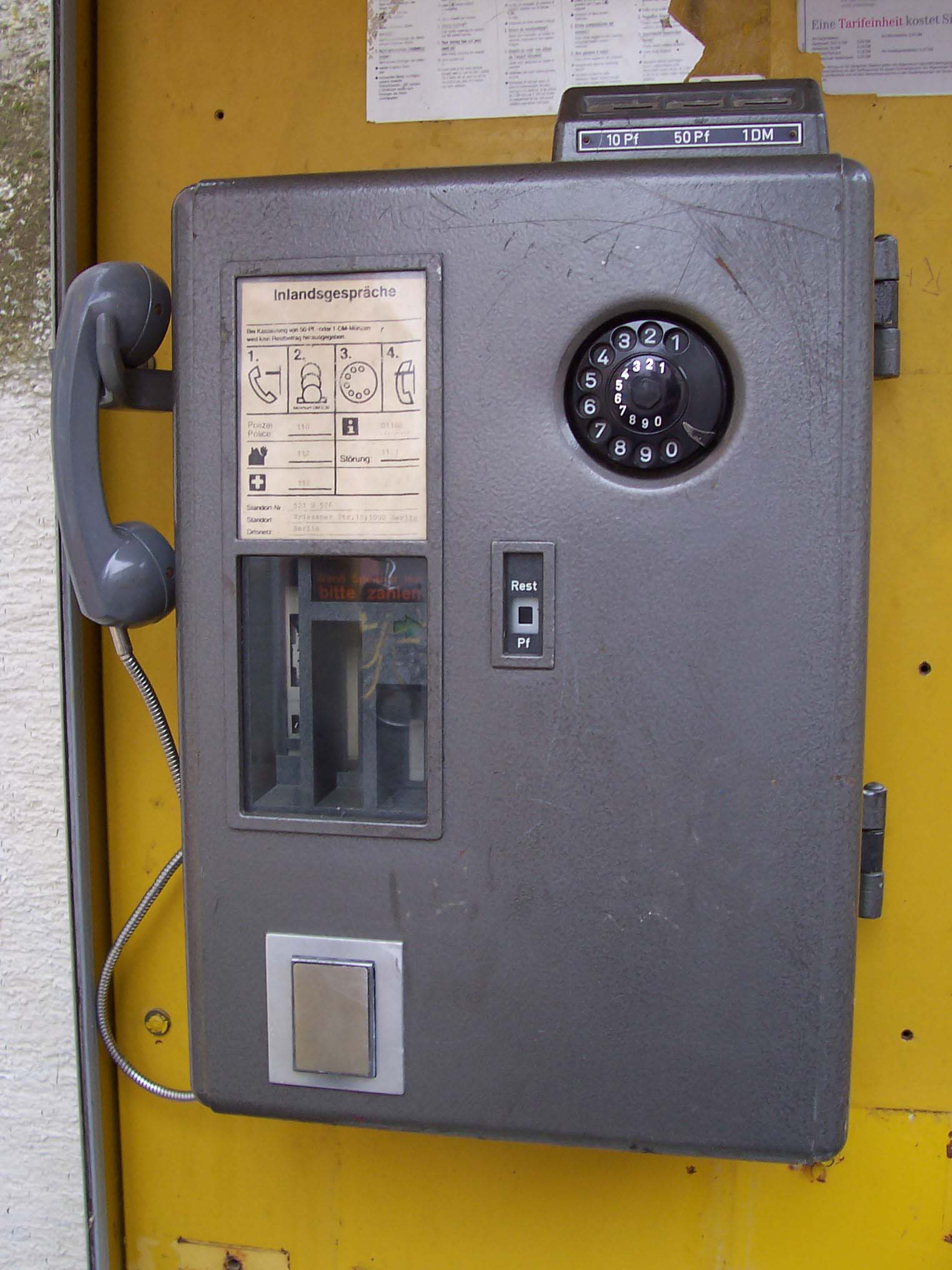
MünzFw 63 mit Sichtfenster. Drei Einwurfschlitze für 10 Pfennig, 50 Pfennig und 1 DM

Mit der Einführung des Selbstwählferndienstes und des Fernwahlmünzfernsprecher (MünzFw) zwischen ca. 1956 bis 1965 in der Bundesrepublik Deutschland wurde der Münzfernsprecher 28 abgelöst.
Der Fernwahlmünzfernsprecher (MünzFw) erlaubte auch Ferngespräche im Selbstwählferndienst und war in der Lage, abhängig vom Preis der Fernverbindung und der Dauer des Gespräches fortlaufend Münzen zu kassieren. Bei den Münzer-Modellen MünzFw 56, 63 und 57 der Deutschen Bundespost konnte der Sprechgast durch ein Sichtfenster sehen, wie die Reihe der eingeworfenen Münzen kürzer und kürzer wurde, und war dadurch in der Lage, rechtzeitig weitere Münzen nachzuwerfen. Diese Geräte hatten einen sehr komplexen, elektromechanischen Innenaufbau.

## Münztelefontypen

### Münztelefone der Deutschen Post
Die Deutsche Post der DDR entwickelte zunächst den Bezirks-Münzfernsprecher M60 für Ortsgespräche und handvermittelte Ferngespräche. Das Gerät war im Grund nur eine Weiterentwicklung des Modells M28 der Reichspost und nahm Münzen zu 20 Pf und 50 Pf an. Wie die Vorkriegsgeräte hatte auch dieser Apparat einen Zahlknopf, um nach Aufforderung der Vermittlung die Gebühr zu bezahlen. Ab den 1970er-Jahren war in der DDR der Selbstwählfernverkehrsmünzfernsprecher 69 gebräuchlich, zunächst mit Wählscheibe, später in einer kleineren Auflage ab den 1980er-Jahren sogar mit Tasten. Angenommen wurden Münzen zu 20 Pf, 50 Pf und 1 Mark. Das vorhandene Guthaben wurde unter den jeweiligen Münzschächten mit roten Lämpchen angezeigt. Der Apparat hatte keine bewegliche Gabel, sondern in der Hörmuschel des Handapparates einen Dauermagneten, der bei Auflage aufs Gehäuse einen entsprechenden Schalter betätigte. Viele der Geräte wurden nach der Wende noch auf DM umgerüstet und erst Mitte der 1990er-Jahre durch modernere Modelle der Bundespost ersetzt.

### Münztelefon 23

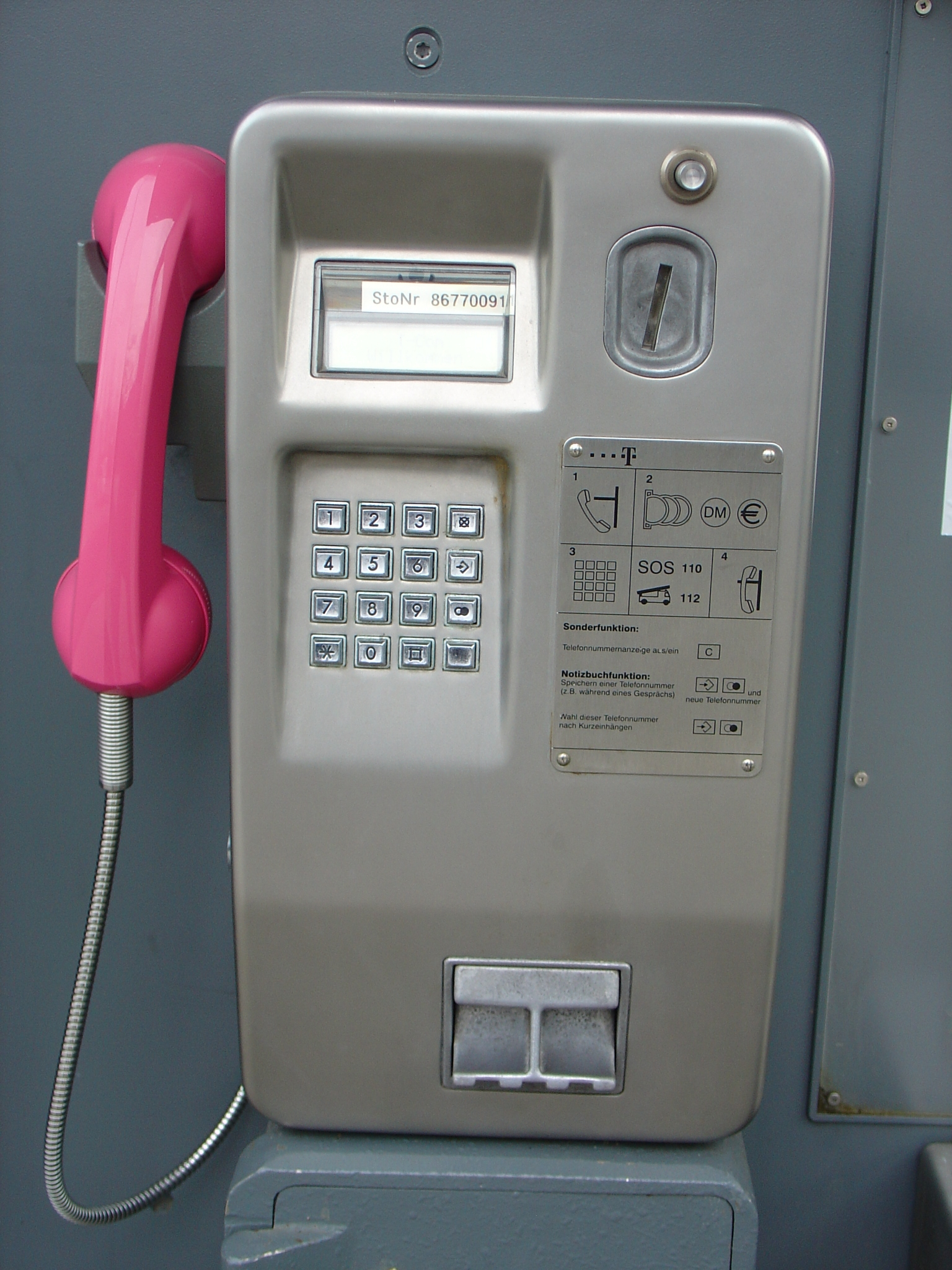
Münztelefon 23 der Deutschen Telekom

Das Münztelefon 23, 1992 bei der Deutschen Bundespost Telekom eingeführt, ist ein elektronisches softwaregesteuertes Münztelefon für analoge Hauptanschlüsse mit HKZ mit 16-kHz-Gebührenimpuls. Inzwischen wurden die letzten Geräte von der Telekom wieder abgebaut, Betrieb und Support sind eingestellt. Es wurde von Landis & Gyr als BTE 6480 in der Schweiz entwickelt und später von IPM weiter vertrieben. Es ist ausgestattet mit Münzprüfer, Münzspeicherwagen und integriertem Einstell-/Prüfprogramm. Es verfügt über eine Fernwartung (das Hintergrundsystem heißt BlueS und ist eine Sonderentwicklung von REMAS III von Landis & Gyr, später IPM), die mittels eines integrierten Modems Fehler (zum Beispiel Defekte an Baugruppen, fehlender Hörer), Betriebszustände (zum Beispiel volle Münzkassette) oder Aufbrüche (zum Beispiel Offenstehen der Kassettenanbautür, fehlende Münzkassette) selbstständig an ein Hintergrundsystem meldet, an das alle öffentlichen Münz- und Kartentelefone der Deutschen Telekom AG angeschaltet sind. Softwaredownloads und die komplette Konfiguration des Gerätes sind möglich. Ein Betrieb ohne Hintergrundsystem allerdings auch, dann mit einigen Einschränkungen.
Das Münztelefon 23 besteht aus zwei Grundeinheiten, dem Geräteteil mit sämtlichen zum Betrieb notwendigen Baugruppen (BG) und dem unterhalb des Münztelefons befestigten Kassettenanbau mit der Münzkassette. Baugruppen sind:
- Fernsprechkreis
- Münzverarbeitung
- Rechnersteuerung
- Stromversorgung

Münztelefon 23 im Detail
- Münzprüfer: Prüft die eingeworfenen Münzen auf Durchmesser, Dicke und Legierung
- Münzspeicher: Zwischenspeicherung der durch den Münzprüfer für in Ordnung befundenen Münzen während des Gespräches, dabei wird der Wert der darin befindlichen Münzen registriert und gespeichert
- Hauptplatine: Die Hauptplatine ist praktisch das Gehirn des Münzers, auf ihr befinden sich der Steuerrechner, das Modem und die Fernsprechschaltung.
- Mutterplatine: Auf der Mutterplatine sind die Baugruppen Münzprüfer, Münzspeicher sowie die Hauptbaugruppe aufgesteckt, des Weiteren werden alle anderen Baugruppen und die ankommende Telefonleitung an dieser angeschlossen; die Hauptbaugruppe befindet sich auf der Gehäuserückwand
- Guthabenanzeige/Display: Zweizeiliges LC-Display mit 16 Zeichen je Zeile, hintergrundbeleuchtet, an ihm ist ein Sensor zur Überwachung der Funktionsfähigkeit der Zellenbeleuchtung angebracht
- Netzteil: Schutzisoliert, 230 V, zur Versorgung der Hintergrundbeleuchtung des Displays (das Münztelefon 23 kann auch ohne Netzteil betrieben werden, es wird aus der Telefonleitung gespeist, sofern die Leitung nicht zu lang ist und/oder die Speisespannung zu schwach ist.)
- Tastenwahlblock (TWB): Tastenwahlblock aus Zinkdruckguss mit 16 Tasten, witterungsbeständig, widerstandsfähig gegen Vandalismus. Bei den älteren Tastwahlblöcken haben die Tasten nur Ziffern. Neuere haben zusätzlich zu den Ziffern auch Buchstaben. Dieser alphanumerische Tastenwahlblock wird bei Geräten mit SMS-Funktion (nur möglich in Verbindung mit dem Hintergrundsystem BlueS, das Gerät selbst kann keine SMS eigenständig versenden) benötigt.
- Überwachte Münzrückgabeschale: Sie meldet dem Rechner eine blockierte oder verklemmte Rückgabeklappe
- Telefonhörer mit Panzerkabel: Der Telefonhörer ist entweder schwarz oder magentafarben
- Handapparat-Aufhängung mit Gabelumschalter: Der Gabelumschalter hat einen berührungslos arbeitenden Reedkontakt

Anstelle des Kassettenanbaus wurde überwiegend auch die stärker gegen Aufbruch geschützte Version, der Münztresor, angebaut.
Kassettenanbauten und Münztresore gibt es in unterschiedlichen Ausführungen, von älteren aus Stahl geschweißten Modellen, mit bohrgeschütztem Schloss, die weniger sicher sind, über Modelle mit Schlossschutz (Deckel beziehungsweise Verschraubungen, die sich vor dem eigentlichen Schloss befinden und dieses vor Manipulationen, Verstopfen und ähnlichem schützen), verstärkte Modelle aus speziellem bohrresistenten Stahl bis hin zu schweren gegossenen Tresoren, die weitgehend aufbruchssicher sind. In ihnen sind Sensoren verbaut, die ein Aufbrechen erkennen sollen, was das Gerät dazu veranlasste, eine Aufbruchmeldung an ein SEG 93 (Signalempfangsgerät 93) bei der örtlichen Polizei abzusetzen, später fielen die SEG 93 weg und die Meldung erfolgte nur noch an das Hintergrundsystem BlueS.
In den Geldkassetten wurden auch Informationen gespeichert, beispielsweise in welchem Gerät sie gerade eingebaut waren und wie viele Münzen sie beinhalteten. Nach jeder Leerung, bei der der Speicher ausgelesen und gelöscht wird, wurden sie neu verplombt.
Außer Telefonieren war mit dem Münztelefon 23 an vielen Standorten auch der Versand von SMS-Nachrichten möglich.

### Telestation

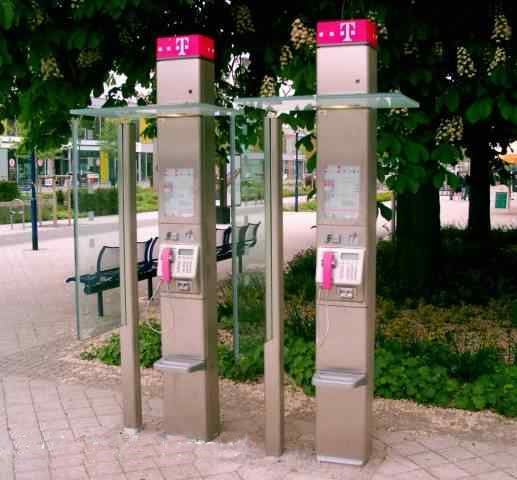
Telestation (Langversion) der Deutschen Telekom AG

Alternativen zum reinen Münz- oder Kartengerät bieten Allpayment-Geräte, wie die Telestation der Deutschen Telekom AG. Bei diesem Gerät handelt es sich um ein Kombigerät, welches Münzen, Telefonkarten (Chipkarten, sowie bei einigen, aber nicht allen Geräten auch Geldkarten) und Kreditkarten annehmen kann. Auch dieses Modell wird zurzeit in unterschiedlichen Versionen (Langversion, Kurzversion, Wandversion) neu aufgebaut beziehungsweise als Ersatz für Telefonhäuschen eingesetzt. Die Telestation ist ein Gerät für ISDN-Anschlüsse. Die Steuerung BlueFace, die auch im BluePhone kompakt und im BlueInterset zum Einsatz kommt, wurde von Landis & Gyr, FMN und Siemens entwickelt. FMN-Steuerungen dürften nicht mehr im Einsatz sein.
Die Kassettenanbauten und Tresore vom Münztelefon 23 sowie die Geldkassetten sind kompatibel und werden bei den Geräten ebenfalls verwendet.

### BluePhone kompakt

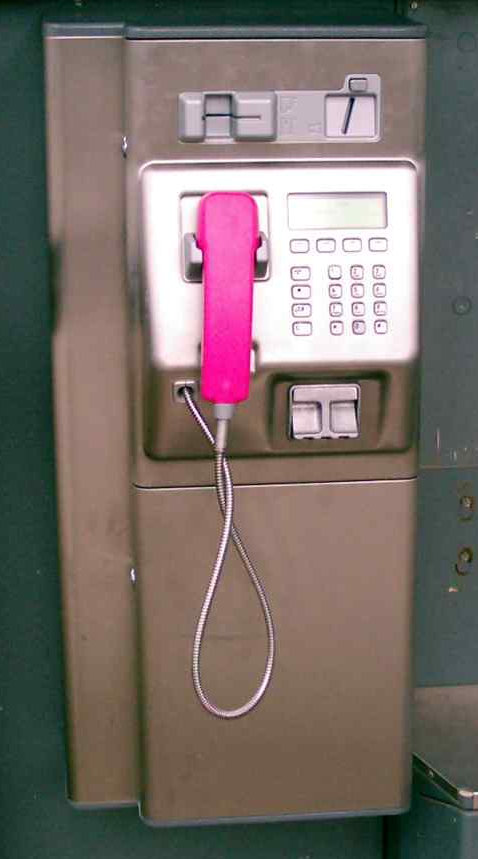
BluePhone kompakt der Deutschen Telekom AG

Eine Weiterentwicklung der Telestation ist das BluePhone kompakt. Das BluePhone ist ein Telefon für ISDN-Anschlüsse. Im Prinzip ist es eine stark verkürzte Telestation ohne Fernkennzeichen (beleuchtetes Telekom-Logo), welche zum Einbau in Telefonhäuschen vorgesehen ist. Das BluePhone kompakt ist der Nachfolger des Münztelefon 23, da die Produktion von Münztelefon-23-Komplettgeräten vom Hersteller eingestellt wurde. Der Hersteller der BluePhone-Geräte ist die Firma IPM-PayPhone Systems GmbH, vormals Landis & Gyr.
Bei den Telestationen und dem BluePhone kompakt sind nur die Gehäuse (Stand- und Wandversionen) unterschiedlich, der eigentliche Geräteteil ist bei allen Modellen identisch und kann untereinander ausgetauscht werden. Dieses Geräteteil wird als BluePhone bezeichnet. Das BluePhone ist eine Gerätetür, an der alle zum Telefonieren benötigten Teile angebaut sind. Außen: Handapparat, Handapparataufhängung, Tastatur, Display, Münzeinwurf- und Kartenleserschlitz sowie die Rückgabeklappe des Münzrückgabebechers für nicht verbrauchte Münzen.
Im Innern: Kartenleser, Münzprüfer, Münzspeicher, BlueFace (ein Kasten, der das eigentliche Telefonieren und das Kommunizieren mit dem Hintergrundsystem ermöglicht) mit diversen Schnittstellen und Anschlussbuchsen, an denen alle Baugruppen, der Handapparat und die Telefonleitung, welche zum NTBA führt, angeschlossen werden.
Die Kassettenanbauten und Tresore vom Münztelefon 23 sowie die Geldkassetten sind kompatibel und werden bei den Geräten ebenfalls verwendet.

## Ende der Münzfernsprecher

### Trend in den 2000ern
Der ab den 1990er Jahren erkennbare Trend, Münztelefone durch Kartentelefone zu ersetzen oder komplett abzubauen, kehrte sich ab Mitte der 2000er zeitweise wieder um. Verstärkt wurden wieder Münztelefone eingesetzt oder neu eingerichtet (wie das Allpayment-Gerät BluePhone kompakt), da der Umsatz an Kartengeräten bereits rückläufig war.

### Neue Funktionen abseits des Telefonierens
Auf der einen Seite erhielten ab den 2010er-Jahren viele TeleStationen sowie auch einige Telefonhäuschen in den letzten Jahren seitens der Telekom zwei weitere Funktionen, die von der öffentlichen Telefonie unabhängig sind. So wurden sie mit WLAN-Hotspots ausgestattet und seit 2016 erhalten TeleStationen in Gebieten mit hohem Verkehrsaufkommen außerdem zusätzliche Technik, mit der das Mobilfunknetz der Telekom verstärkt wird (Small Cell).

### Geringer werdende Bedeutung öffentlicher Telefone
Auf der anderen Seite nimmt die Bedeutung von Münzfernsprechern angesichts der stetigen Weiterverbreitung von Mobiltelefonen – statistisch gesehen besaß 2018 jeder Deutsche mindestens eins – mehr und mehr ab. Für die Telekom ist dabei der Umsatz pro öffentlichem Telefon ein entscheidendes Kriterium. Sinkt der Umsatz an einem Standort unter 50 Euro pro Monat, wird mit der Gemeinde über einen Abbau gesprochen, sofern die Bundesnetzagentur zustimmt. Die Telekom hat gemäß einer Selbstverpflichtung zwar einen Versorgungsauftrag mit öffentlichen Münz- und Kartentelefonen, jedoch sei „der Umsatz ein klares Indiz dafür, dass der Wunsch nach einer Grundversorgung durch die Bevölkerung an dieser Stelle offensichtlich nicht mehr besteht“.
Der Abbau eines Standortes durfte bis 30. November 2021, sofern er sich auf öffentlichem Grund befand, allerdings nur mit Zustimmung der Gemeinde erfolgen. Wurde diese Zustimmung nicht gegeben, so war die Telekom berechtigt, ein sog. „Basistelefon“ zu installieren. Dies ist ein Telefon auf einer einfachen Metallsäule ohne Witterungsschutz, das nur mit der Nummer einer Kreditkarte sowie mit Calling Cards und 0800-freecall-Rufnummern benutzt werden kann.
Die Verpflichtung der Telekom im Rahmen der im Telekommunikationsgesetz als „Universaldienstleistungen“ definierten Services entfiel zum 1. Dezember 2021, da ein neues Telekommunikationsgesetz gemäß einer Verpflichtung zur Umsetzung des Europäischen Kodex für die elektronische Kommunikation für einen modernisierten Telekommunikationsrechtsrahmen eingeführt wurde.

### Abschaltung
Am 21. November 2022 wurde in Deutschland die Möglichkeit der Bezahlung mit Münzen an den MultiPaymentgeräten mit BlueFace-Steuerung (TeleStationen und BluePhone kompakt) abgeschaltet.